# Grammy al millor àlbum de country
El premi Grammy al millor àlbum de country (Grammy Award for Best Country Album) és entregat per The Recording Academy (oficialment, National Academy of Recording Arts and Sciences) dels Estats Units des de 1965, per a "honorar la consecució artística, competència tècnica i excel·lència general en la indústria discogràfica, sense tenir en consideració les vendes d'àlbums o posició a les llistes".
Segons la descripció de la categoria dels 54ns Premis Grammy es destina a àlbums de country vocal o instrumental que continguin com a mínim el 51% de temps de reproducció de noves gravacions. El premi va ser entregat per primera vegada sota el nom de Best Country & Western Album el 1965 i suspès l'any següent, i el 1995 es va reprendre la categoria amb la denominació actual.
Les Dixie Chicks són les intèrprets amb més premis d'aquesta categoria (quatre), mentre que Roger Miller, Lady Antebellum, Chris Stapleton, i Kacey Musgraves l'han guanyat dues vegades. Trisha Yearwood manté el rècord a més nominacions (vuit) i també el de més nominacions sense obtenir el premi.

## Guardonats

### Dècada del 1960
| Any  | Imatge | Artista      | Obra                       | Nominats |
| ---- | ------ | ------------ | -------------------------- | --- |
| 1965 |        | Roger Miller | Dang Me/Chug-a-Lug         | - Chet Atkins – Guitar Country - Johnny Cash – Bitter Tears: Ballads of the American Indian - Buck Owens – The Best of Buck Owens - Jim Reeves – The Best of Jim Reeves - Hank Williams Jr. – Hank Williams Jr. Sings Songs of Hank Williams |
| 1966 |        | Roger Miller | The Return of Roger Miller | - Eddy Arnold – My World - Chet Atkins – More of That Guitar Country - Jim Reeves – The Jim Reeves Way - Hank Williams & Hank Williams Jr. – Father and Son: Hank Williams and Hank Williams Jr.                                             |

### Dècada del 1990
| Any  | Imatge | Artista               | Obra                 | Nominats |
| ---- | ------ | --------------------- | -------------------- | --- |
| 1995 |        | Mary Chapin Carpenter | Stones in the Road   | - Asleep at the Wheel – Tribute to the Music of Bob Wills and the Texas Playboy - Vince Gill – When Love Finds You - Reba McEntire – Read My Mind - Trisha Yearwood – The Song Remembers When   |
| 1996 |        | Shania Twain          | The Woman in Me      | - Junior Brown – Junior High - The Mavericks – Music for All Occasions - John Michael Montgomery – John Michael Montgomery - Trisha Yearwood – Thinkin' About You - Dwight Yoakam – Dwight Live |
| 1997 |        | Lyle Lovett           | The Road to Ensenada | - Brooks & Dunn – Borderline - Vince Gill – High Lonesome Sound - Patty Loveless – The Trouble with the Truth - Trisha Yearwood – Everybody Knows - Dwight Yoakam – Gone                        |
| 1998 |        | Johnny Cash           | Unchained]           | - Alan Jackson – Everything I Love - Patty Loveless – Long Stretch of Lonesome - George Strait – Carrying Your Love With Me - Dwight Yoakam – Under The Covers                                  |
| 1999 |        | Dixie Chicks          | Wide Open Spaces     | - Garth Brooks – Sevens - Faith Hill – Faith - Shania Twain – Come On Over - Trisha Yearwood – Where Your Road Leads                                                                            |

### Dècada del 2000
| Any  | Imatge | Artista                                                                | Obra                                                 | Nominats |
| ---- | ------ | ---------------------------------------------------------------------- | ---------------------------------------------------- | --- |
| 2000 |        | Dixie Chicks                                                           | Fly                                                  | - Asleep at the Wheel – Ride with Bob - Emmylou Harris, Linda Ronstadt & Dolly Parton – Trio II - George Jones – Cold Hard Truth - Alison Krauss – Forget About It           |
| 2001 |        | Faith Hill                                                             | Breathe                                              | - Vince Gill – Let's Make Sure We Kiss Goodbye - Alan Jackson – Under the Influence - Lee Ann Womack – I Hope You Dance - Trisha Yearwood – Real Live Woman                  |
| 2002 |        | Diversos artistes. Bonnie Garner, Luke Lewis i Mary Martin, productors | Timeless: Hank Williams Tribute                      | - Diamond Rio – One More Day - Tim McGraw – Set This Circus Down - Willie Nelson – Rainbow Connection - Trisha Yearwood – Inside Out                                         |
| 2003 |        | Dixie Chicks                                                           | Home                                                 | - Alan Jackson – Drive - Willie Nelson – The Great Divide - Joe Nichols – Man with a Memory - Dolly Parton – Halos & Horns                                                   |
| 2004 |        | Diversos artistes. Carl Jackson, productor                             | Livin', Lovin', Losin': Songs of the Louvin Brothers | - Faith Hill – Cry - Lyle Lovett – My Baby Don't Tolerate - Willie Nelson & Ray Price – Run That By Me One More Time - Willie Nelson – Live and Kickin' - Shania Twain – Up! |
| 2005 |        | Loretta Lynn                                                           | Van Lear Rose                                        | - Tim McGraw – Live Like You Were Dying - Tiff Merritt – Tambourine - Keith Urban – Be Here - Gretchen Wilson – Here for the Party                                           |
| 2006 |        | Alison Krauss i Union Station                                          | Lonely Runs Both Ways                                | - Faith Hill – Fireflies - Brad Paisley – Time Well Wasted - Gretchen Wilson – All Jacked Up - Trisha Yearwood – Jasper County                                               |
| 2007 |        | Dixie Chicks                                                           | Taking the Long Way                                  | - Alan Jackson – Like Red on a Rose - Little Big Town – The Road to Here - Willie Nelson – You Don't Know Me: The Songs of Cindy Walker - Josh Turner – Your Man             |
| 2008 |        | Vince Gill                                                             | These Days                                           | - Dierks Bentley – Long Trip Alone - Tim McGraw – Let It Go - Brad Paisley – 5th Gear - George Strait – It Just Comes Natural                                                |
| 2009 |        | George Strait                                                          | Troubadour                                           | - Jamey Johnson – That Lonesome Song - Patty Loveless – Sleepless Nights - Randy Travis – Around the Bend - Trisha Yearwood – Heaven, Heartache and the Power of Love        |

### Dècada del 2010
| Any  | Imatge | Artista          | Obra                        | Nominats |
| ---- | ------ | ---------------- | --------------------------- | --- |
| 2010 |        | Taylor Swift     | Fearless                    | - Zac Brown Band – The Foundation - George Strait – Twang - Keith Urban – Defying Gravity - Lee Ann Womack – Call Me Crazy                                             |
| 2011 |        | Lady Antebellum  | Need You Now                | - Dierks Bentley – Up on the Ridge - Zac Brown Band – You Get What You Give - Jamey Johnson – The Guitar Song - Miranda Lambert – Revolution                           |
| 2012 |        | Lady Antebellum  | Own the Night               | - Jason Aldean – My Kinda Party - Eric Church – Chief - Blake Shelton – Red River Blue - George Strait – Here for a Good Time - Taylor Swift – Speak Now               |
| 2013 |        | Zac Brown Band   | Uncaged                     | - Hunter Hayes – Hunter Hayes - Jamey Johnson – Living for a Song: A Tribute to Hank Cochran - Miranda Lambert – Four the Record - The Time Jumpers – The Time Jumpers |
| 2014 |        | Kacey Musgraves  | Same Trailer Different Park | - Jason Aldean – Night Train - Tim McGraw – Two Lanes of Freedom - Blake Shelton – Based on a True Story... - Taylor Swift – Red                                       |
| 2015 |        | Miranda Lambert  | Platinum                    | - Dierks Bentley – Riser - Eric Church – The Outsiders - Brandy Clark – 12 Stories - Lee Ann Womack – The Way I'm Livin'                                               |
| 2016 |        | Chris Stapleton  | Traveller                   | - Sam Hunt – Montevallo - Little Big Town – Pain Killer - Ashley Monroe – The Blade - Kacey Musgraves – Pageant Material                                               |
| 2017 |        | Sturgill Simpson | A Sailor’s Guide to Earth   | - Brandy Clark – Big Day in a Small Town - Loretta Lynn – Full Circle - Maren Morris – Hero - Keith Urban – Ripcord                                                    |
| 2018 |        | Chris Stapleton  | From A Room: Volume 1       | - Kenny Chesney – Cosmic Hallelujah - Lady Antebellum – Heart Break - Little Big Town – The Breaker - Thomas Rhett – Life Changes                                      |
| 2019 |        | Kacey Musgraves  | Golden Hour                 | - Kelsea Ballerini – Unapologetically - Brothers Osborne – Port Saint Joe - Ashley McBryde – Girl Going Nowhere - Chris Stapleton – From A Room: Volume 2              |